# 张超 (广陵郡太守)
张超（2世纪？—196年），兗州東平人，中国东汉時代末期武将、政治人物。兄張邈。

## 生平
张超為广陵郡太守，徵用名士臧洪、袁綏等。初平元年（190年）正月，與兄张邈會同其他諸侯參加討伐董卓同盟。张超推薦臧洪為諸侯同盟宣誓者。
興平元年（194年）夏，曹操討陶謙，遠征徐州。张超、张邈和陳宮共謀推戴呂布為兗州牧，攻打曹操的根據地兗州。興平二年（195年）春，曹操回軍，呂布漸漸處於劣勢。同年八月，張超在兄長命令下保家族守雍丘籠城，曹操猛攻雍丘。十二月（196年），雍丘陷落，張超自殺（一說被曹操捕殺）。張邈向袁術求救途中，被部下所殺，張邈、張超的家人們也在亂戰中遇害。

## 轶事
張超有知人之名。張邈問張超：“闻弟为郡守，政教威恩，不由己出，动任臧洪，洪者何人？”超曰：“洪才略智数优超，超甚爱之，海内奇士也。”后来臧洪被袁绍任为东郡太守。张超被围时，认为只有臧洪一定会来救。因为臧洪为袁绍所任而袁绍、曹操正结盟，众人不信。但臧洪果然爲了報答張超的信任，请袁绍发兵相救，袁绍不准，张超三族被曹操所杀。所以，臧洪怨恨袁紹，据东郡自立不从袁绍号令，最終被袁紹殺死。
张超討伐董卓時，委任袁綏主持廣陵政務。